# Söukan
Söukan är en ö i Finland. Den ligger i Finska viken eller Skärgårdshavet och i kommunen Raseborg i den ekonomiska regionen  Raseborg i landskapet Nyland, i den södra delen av landet. Ön ligger omkring 88 kilometer väster om Helsingfors.
Öns area är 5,1 hektar och dess största längd är 310 meter i sydöst-nordvästlig riktning.